# L'Attaque du moulin
L'attaque du moulin (título original en francés; en español, El ataque del molino) es una ópera en cuatro actos, con música de Alfred Bruneau y libreto en francés de Louis Gallet, basado en un cuento de Emile Zola sobre la Guerra franco-prusiana que se incluyó en la colección Les soirées de Médan. L'attaque du moulin se estrenó en la Opéra-Comique, París el 23 de noviembre de 1893. 
En las estadísticas de Operabase aparece con sólo una representación en el período 2005-2010, siendo la única de Alfred Bruneau.

## Personajes
| Personaje       | Tesitura     | Reparto del estreno Director: Jules Danbé |
| --------------- | ------------ | ----------------------------------------- |
| Françoise       | soprano      | Georgette Leblanc-Maeterlinck             |
| Geneviève       | soprano      | Jeanne Laisné                             |
| Marceline       | mezzosoprano | Marie Delna                               |
| Dominique       | tenor        | Edmond Vergnet                            |
| Merlier         | barítono     | Max Bouvet                                |
| Sentinel        | tenor        | Edmond Clément                            |
| Capitán francés | tenor        | E. Thomas                                 |
| Joven           | barítono     | Henri Artus                               |
| Capitán enemigo | barítono     | Mondaud                                   |
| Sargento        | barítono     | Ragneau                                   |
| Tambor          | bajo         | Hippolyte Belhomme                        |